# Homomorfizm
Homomorfizm (gr. ὅμοιος, homoios – podobny; μορφή, morphē – kształt, forma) – funkcja odwzorowująca jedną algebrę ogólną (np. monoid, grupę, pierścień czy przestrzeń wektorową) w drugą, zachowująca przy tym odpowiadające sobie działania, jakie są zdefiniowane w obu algebrach.
Homomorfizm bijektywny, nazywa się izomorfizmem algebr i z punktu widzenia algebry oznacza ich identyczność.

## Ogólna definicja homomorfizmu
Niech {\displaystyle {\mathcal {A}}=(A;g_{1},\dots ,g_{n})} i {\displaystyle {\mathcal {B}}=(B;h_{1},\dots ,h_{n})} oznaczają algebry ogólne tego samego typu (monoidy, grupy, pierścienie itp.), gdzie:
- {\displaystyle A,B} są zbiorami,
- {\displaystyle g_{1},\dots ,g_{n}} są działaniami zdefiniowanymi na elementach zbioru {\displaystyle A,} (np. +, *, potęgowanie itp.),
- {\displaystyle h_{1},\dots ,h_{n}} są działaniami zdefiniowanymi na elementach zbioru {\displaystyle B,} odpowiadającymi działaniom w zbiorze {\displaystyle A,}
- liczby argumentów {\displaystyle a(g_{i})} działania {\displaystyle g_{i}} są równe liczbie argumentów {\displaystyle a(h_{i})} działania {\displaystyle h_{i},} {\displaystyle i=1,\dots ,n.}

Funkcja {\displaystyle f\colon A\to B} przekształcającą zbiór {\displaystyle A} w zbiór {\displaystyle B} jest homomorfizmem algebry {\displaystyle {\mathcal {A}}} w algebrę {\displaystyle {\mathcal {B}},} jeśli dla wszystkich odpowiadających sobie działań {\displaystyle g_{i}} oraz {\displaystyle h_{i}} i dla każdego ciągu {\displaystyle (x_{1},x_{2},\dots ,x_{a(g_{i})})} elementów zbioru {\displaystyle A} zachodzi równość:
{\displaystyle f[g_{i}(x_{1},x_{2},\dots ,x_{a(g_{i})})]=h_{i}[(f(x_{1}),f(x_{2}),\dots ,f(x_{a(h_{i})})].}
O funkcji {\displaystyle f} mówi się, że przeprowadza każde działanie {\displaystyle g_{i}} w odpowiadające mu działanie {\displaystyle h_{i}.}

## Rodzaje homomorfizmów
Homomorfizm, który jest:
- iniekcją, nazywamy monomorfizmem,
- suriekcją, nazywamy epimorfizmem,
- bijekcją, nazywamy izomorfizmem (zatem każdy monomorfizm będący jednocześnie epimorfizmem jest izomorfizmem),
- odwzorowaniem struktury w samą siebie nazywamy endomorfizmem,
- wzajemnie jednoznacznym odwzorowaniem struktury w samą siebie (tzn. będący jednocześnie izomorfizmem i endomorfizmem), nazywamy automorfizmem.

## Typy homomorfizmów
Każdy typ struktury algebraicznej posiada swój własny typ homomorfizmu, czyli istnieją:
- homomorfizm grup,
- homomorfizm pierścieni,
- homomorfizm przestrzeni liniowych,
- homomorfizm modułów.

## Homomorfizmgrup
Niech {\displaystyle \mathrm {G} =(G,+,0)} oraz {\displaystyle \mathrm {H} =(H,\oplus ,\theta )} oznaczają grupy w zapisie addytywnym (niekoniecznie abelowe).
Odwzorowanie {\displaystyle f} nazywamy homomorfizmem grupy {\displaystyle \mathrm {G} } w grupę {\displaystyle \mathrm {H} } jeżeli spełnione są warunki:
a) {\displaystyle f\colon G\to H,}
tzn. {\displaystyle f} jest funkcją ze zbioru {\displaystyle G} w zbiór {\displaystyle H,}
b) {\displaystyle \forall _{a,\;b\in G}\;f(a+b)=f(a)\oplus f(b),}
tzn. wynik działania {\displaystyle +} wykonanego na wszystkich parach elementów {\displaystyle a,b} zbioru {\displaystyle G} i następnie odwzorowany do zbioru {\displaystyle H} za pomocą funkcji {\displaystyle f} jest równy wynikowi działania {\displaystyle \oplus } wykonanego na obrazach {\displaystyle f(a),} {\displaystyle f(b)} elementów {\displaystyle a,b} (wynik ten jest na pewno elementem zbioru {\displaystyle H,} ponieważ operacja {\displaystyle \oplus } jest działaniem w {\displaystyle H}).
Mówimy, że homomorfizm przeprowadza działanie grupowe {\displaystyle +} na działanie {\displaystyle \oplus .}

### Twierdzenie
Tw. Jeżeli {\displaystyle f} jest homomorfizmem {\displaystyle f\colon G\to H,} to
a) {\displaystyle f} przekształca element neutralny działania {\displaystyle +} w {\displaystyle \mathrm {G} } na element neutralny działania {\displaystyle \oplus } w {\displaystyle \mathrm {H} ,} tzn.
{\displaystyle f(0)=\theta ,}
b) {\displaystyle f} przekształca element odwrotny działania {\displaystyle +} w {\displaystyle \mathrm {G} } na element odwrotny działania {\displaystyle \oplus } w {\displaystyle \mathrm {H} ,} tzn.
{\displaystyle \forall _{a\in G}\;f(-a)=\ominus f(a),}
gdzie {\displaystyle -a} oznacza element przeciwny do elementu {\displaystyle a} w {\displaystyle \mathrm {G} ,} zaś {\displaystyle \ominus f(a)} oznacza element przeciwny do {\displaystyle f(a)} w {\displaystyle \mathrm {H} .}

## Przykłady

### Homomorfizmpierścieni
(1) Rozważmy dwa pierścienie:
a) pierścień {\displaystyle \mathbb {R} } liczb rzeczywistych z działaniami dodawania liczb i mnożenia liczb,
b) pierścień {\displaystyle \mathbb {M_{22}} } macierzy 2×2 (tj. zbiór macierzy 2×2) z działaniami dodawania macierzy i mnożenia macierzy.
(2) Definiujemy funkcję ze zbioru {\displaystyle \mathbb {R} } na zbiór macierzy {\displaystyle \mathbb {M_{22}} }
{\displaystyle f\colon \mathbb {R} \to \mathbb {M} _{22},}{\displaystyle f(r)={\begin{pmatrix}r&0\\0&r\end{pmatrix}}.}
(3) Funkcja {\displaystyle f} jest homomorfizmem powyższych pierścieni, gdyż:
1) zachowuje dodawanie przy przejściu z jednego pierścienia do drugiego
{\displaystyle f(r+s)={\begin{pmatrix}r+s&0\\0&r+s\end{pmatrix}}={\begin{pmatrix}r&0\\0&r\end{pmatrix}}+{\begin{pmatrix}s&0\\0&s\end{pmatrix}}=f(r)+f(s),}
2) zachowuje mnożenie
{\displaystyle f(r\cdot s)={\begin{pmatrix}r\cdot s&0\\0&r\cdot s\end{pmatrix}}={\begin{pmatrix}r&0\\0&r\end{pmatrix}}{\begin{pmatrix}s&0\\0&s\end{pmatrix}}=f(r)\cdot f(s),}
3) element neutralny dodawania w {\displaystyle \mathbb {R} } przechodzi w element neutralny dodawania macierzy
{\displaystyle f(0)={\begin{pmatrix}0&0\\0&0\end{pmatrix}},}
4) element neutralny mnożenia w {\displaystyle \mathbb {R} } przechodzi w element neutralny mnożenia macierzy
{\displaystyle f(1)={\begin{pmatrix}1&0\\0&1\end{pmatrix}}.}
Z powyższych własności wynika, że funkcja {\displaystyle f\colon \mathbb {R} \to \mathbb {M} _{22}} jest homomorfizmem ze zbioru {\displaystyle \mathbb {R} } do zbioru {\displaystyle \mathbb {M} _{22}.}
Ponadto:
5) funkcja {\displaystyle f\colon \mathbb {R} \to \mathbb {M} _{22}} jest injekcją (funkcją różnowartościową), gdyż każdym dwóm elementom ze zbioru {\displaystyle \mathbb {R} } odpowiadają dokładnie dwa różne elementy ze zbioru {\displaystyle \mathbb {M} _{22}.} Z powyższych własności wynika, że funkcja {\displaystyle f\colon \mathbb {R} \to \mathbb {M} _{22}} jest monomorfizmem zbiorów {\displaystyle \mathbb {R} } oraz {\displaystyle \mathbb {M} _{22}.}

### Brak homomorfizmu pierścieni
Zbiory {\displaystyle \mathbb {C} } oraz {\displaystyle \mathbb {R} } są pierścieniami z działaniami dodawania i mnożenia liczb. Rozważmy funkcję {\displaystyle f\colon \mathbb {C} \to \mathbb {R} ,} która przypisuje liczbie zespolonej jej moduł, tj.
{\displaystyle f(z)=|z|}
Funkcja ta nie jest homomorfizmem, gdyż na ogół nie zachowuje dodawania, tj. na ogół
{\displaystyle |z_{1}+z_{2}|\neq |z_{1}|+|z_{2}|.}
Np. niech {\displaystyle z_{1}=3,} {\displaystyle z_{2}=4i.} Wtedy mamy:
{\displaystyle |z_{1}|=3,|z_{2}|=4,}
ale
{\displaystyle |3+4i|=5.}

### Homomorfizmgrup
Jeżeli ograniczymy odpowiednio wyżej omawiane zbiory, to możemy zdefiniować homomorfizm grup.
(1) Rozważmy zbiory niezerowych liczb zespolonych {\displaystyle \mathbb {C} _{\neq 0}=\mathbb {C} -\{0\}} oraz niezerowych liczb rzeczywistych {\displaystyle \mathbb {R} _{\neq 0}=\mathbb {R} -\{0\}.} Zbiory te tworzą grupy z działaniami mnożenia liczb.
(2) Definiujemy funkcję {\displaystyle f\colon \mathbb {C} _{\neq 0}\to \mathbb {R} _{\neq 0},} która przypisuje liczbie zespolonej jej moduł (który jest liczbą rzeczywistą)
{\displaystyle f(z)=|z|.}
(3) Funkcja {\displaystyle f} jest homomorfizmem z {\displaystyle \mathbb {C} _{\neq 0}} w {\displaystyle \mathbb {R} _{\neq 0},} gdyż odtwarza działanie mnożenia w {\displaystyle \mathbb {R} _{\neq 0},} tj.
{\displaystyle f(z_{1}\cdot z_{2})=|z_{1}\cdot z_{2}|=|z_{1}|\cdot |z_{2}|=f(z_{1})\cdot f(z_{2}).}

### Homomorfizmmonoidów

Homomorfizm z monoidu do monoidu, taki że: Homomorfizm ten jest injektywny, ale nie surjektywny.

1) Niech {\displaystyle f} będzie funkcją z monoidu liczb naturalnych z działaniem dodawania (N, +, 0) do monoidu liczb naturalnych z działaniem mnożenia (N, *, 1), taką że:
{\displaystyle f(n)=2^{n}.}
Funkcja ta jest homomorfizmem z (N, +, 0) do (N, *, 1), gdyż
{\displaystyle f(n+m)=f(n)*f(m)} oraz {\displaystyle f(0)=1,}
tzn.
{\displaystyle 2^{n+m}=2^{n}*2^{m}} oraz {\displaystyle 2^{0}=1,}
czyli działanie + w pierwszym monoidzie przechodzi na działanie * w drugim, a element neutralny działania + przechodzi na element neutralny działania *.
Homomorfizm ten jest injektywny, ale nie surjektywny, tzn. nie wszystkim elementom monoidu (N, *, 1) będzie przypisany element monoidu (N, +, 0).
2) Niech {\displaystyle \mathrm {G} } oznacza zbiór liczb naturalnych z działaniem dodawania {\displaystyle +,} a {\displaystyle \mathrm {H} } oznacza zbiór liczb rzeczywistych z działaniem mnożenia *. Homomorfizmem jest np. funkcja wykładnicza {\displaystyle f(n)=\exp(n).} Uzasadnienie jest identyczne jak w poprzednim przykładzie.